# Henrietta Wentworth, 6. Baroness Wentworth

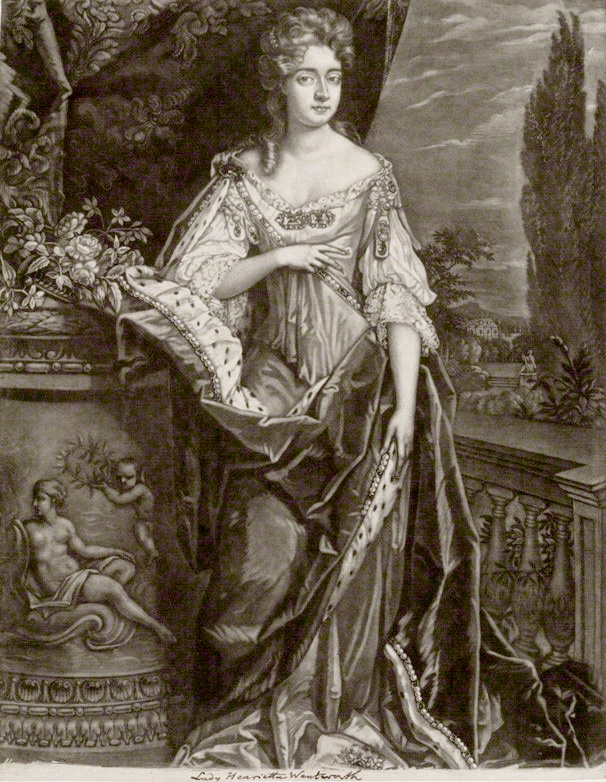
Henrietta Maria Wentworth, 6. Baroness Wentworth

Henrietta Maria Wentworth, 6. Baroness Wentworth (* 11. August 1660 in Toddington; † 23. April 1686 ebenda) war eine englische Adlige und die Mätresse von James Scott, 1. Duke of Monmouth.

## Leben
Henrietta war das einzige Kind von Thomas Wentworth, 5. Baron Wentworth (1612–1665) und seiner Frau Philadelphia Carey. Sie wuchs auf dem Familiengut in Toddington in Bedfordshire auf. Sie war noch ein Kind, als sie beim Tod ihres Vaters 1665 dessen Adelstitel als 6. Baroness Wentworth erbte.

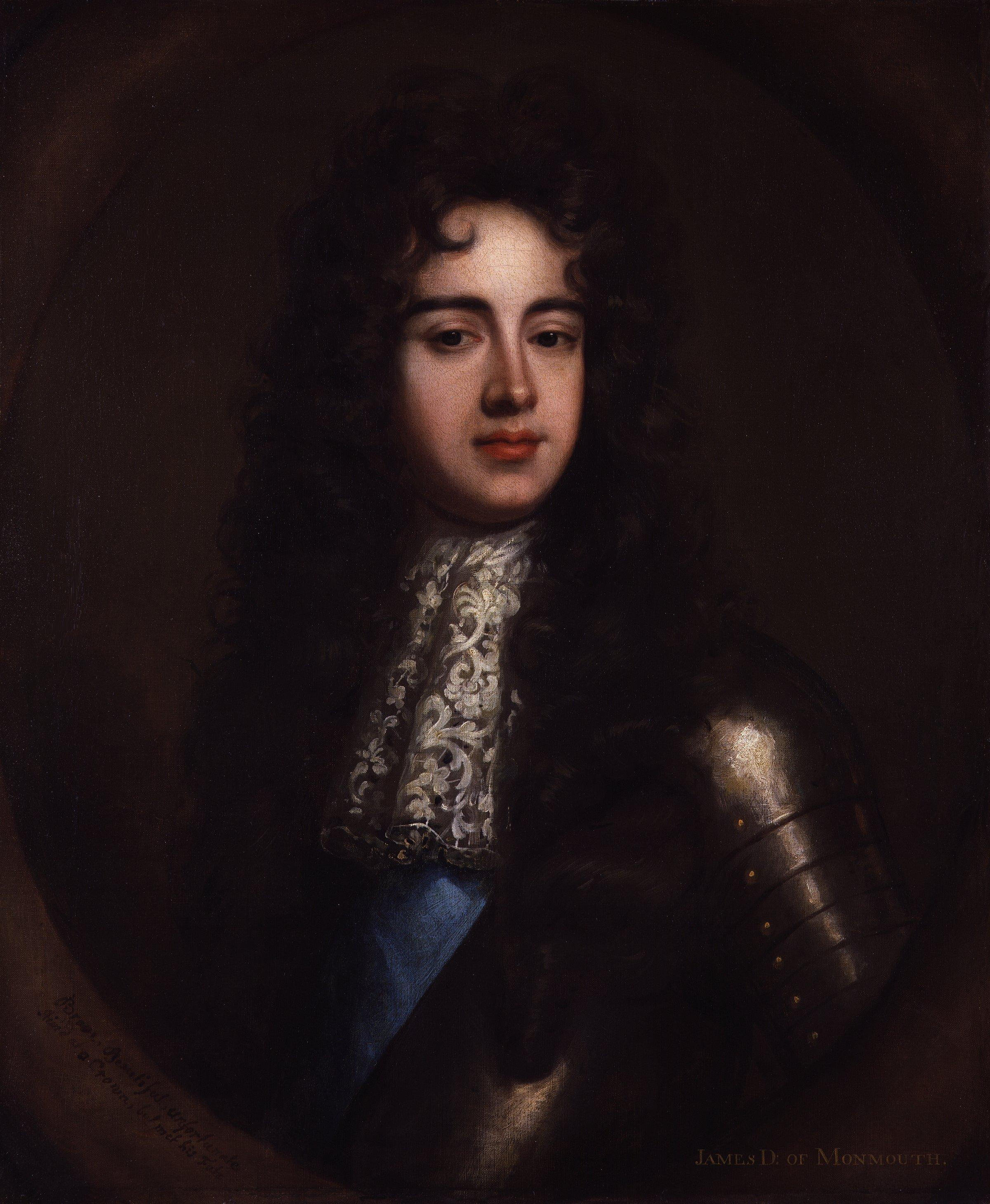
James Scott, 1. Duke of Monmouth, illegitimer Sohn Karl II. und möglicher Thronfolger

Im Jahre 1674 wurde Lady Wentworth während eines Maskenballs in die Gesellschaft eingeführt, dort traf sie auch das erste Mal James Scott, 1. Duke of Monmouth (1649–1685), ein unehelicher Sohn von König Karl II. von England. 1680 wurde eine Heirat zwischen Richard Tufton, 5. Earl of Thanet (1640–1684) und Lady Wentworth geplant. Zu einem Skandal kam es, als James Scott sich als Bräutigam vorschlug, denn er war seit 1663 mit Anne Scott, 1. Duchess of Buccleuch (1651–1732), verheiratet. Ihre Mutter schickte sie zurück nach Toddington, aber James Scott folgte ihr dorthin.
Als James Scott 1683 in der Rye-House-Verschwörung unter Algernon Sidney impliziert wurde, floh er zusammen mit Lady Wentworth nach Holland. Dort wurde das Paar vom Statthalter der Niederlande, Wilhelm, Prinz von Oranien (1650–1702), empfangen und Lady Wentworth wurde als Mätresse des Dukes vorgestellt. Nach dem Tod seines Vaters im Jahre 1685 beanspruchte James anstelle seines Onkels Jakob, Duke of York den Thron. Um eine Armee aufzustellen, borgte er sich bei einem holländischen Kaufmann 6000 £, nachdem Lady Wentworth ihren Schmuck als Sicherheit versprochen hatte. Damit löste er die Monmouth Rebellion aus, seine Truppen wurden am 6. Juli 1685 bei dem Örtchen Sedgemoor (Schlacht bei Sedgemoor) geschlagen. Scott wurde am 15. Juli 1685 gefangen genommen und schließlich im Tower of London hingerichtet.
Im August 1685 kehrte Lady Wentworth zurück nach England und starb wenige Monate später. Sie wurde auf dem Friedhof von Toddington bestattet. Da sie keine Kinder hatte, erbte ihre Tante, Lady Anne Wentworth, Gattin des John Lovelace, 2. Baron Lovelace, ihre Besitzungen und Titel.